# Benningen
Benningen is een gemeente in de Duitse deelstaat Beieren, en maakt deel uit van het Landkreis Unterallgäu.
Benningen telt 2.065 inwoners.

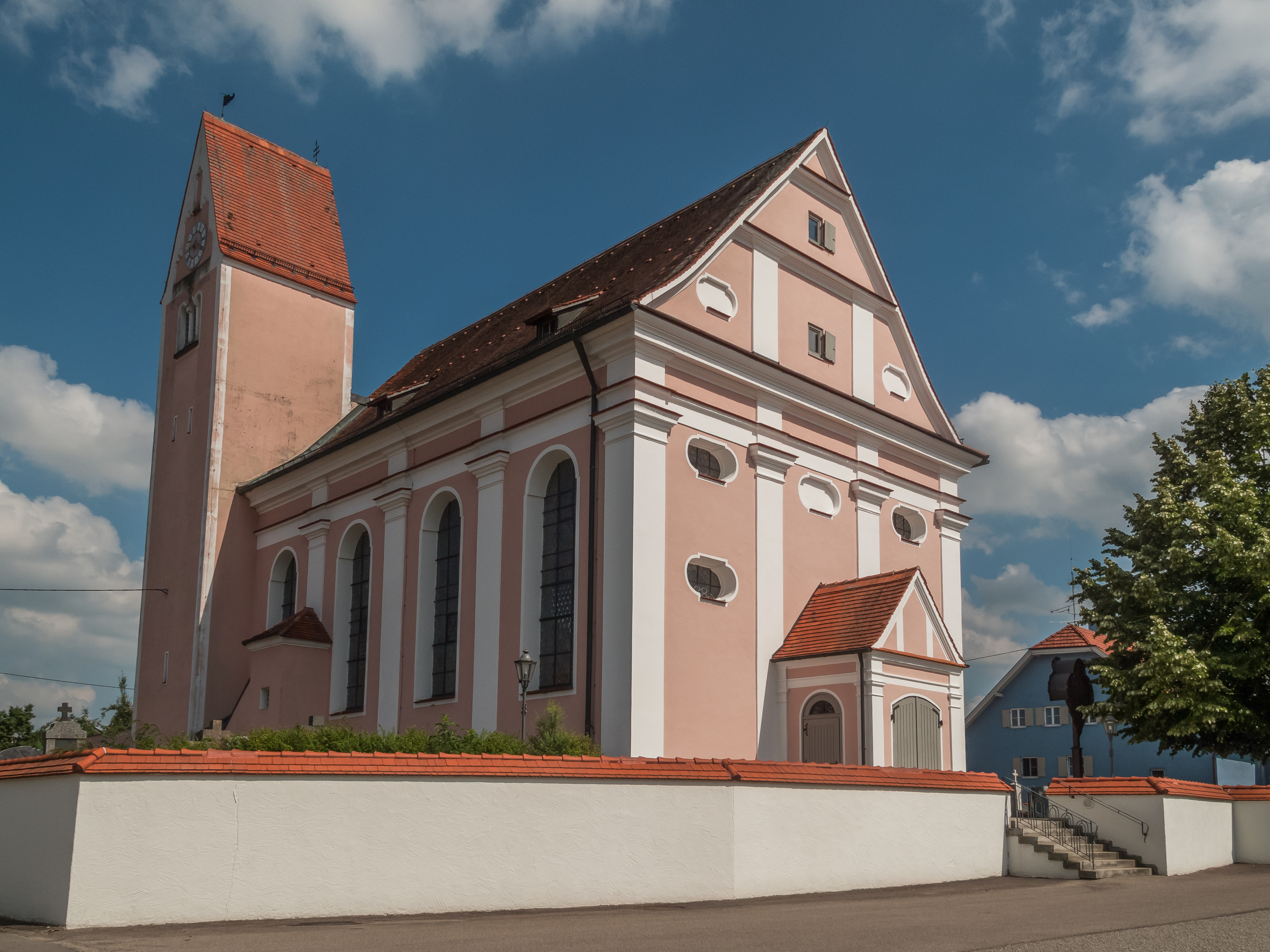
Kerk: die katholische Pfarrkirche Sankt Peter und Paul

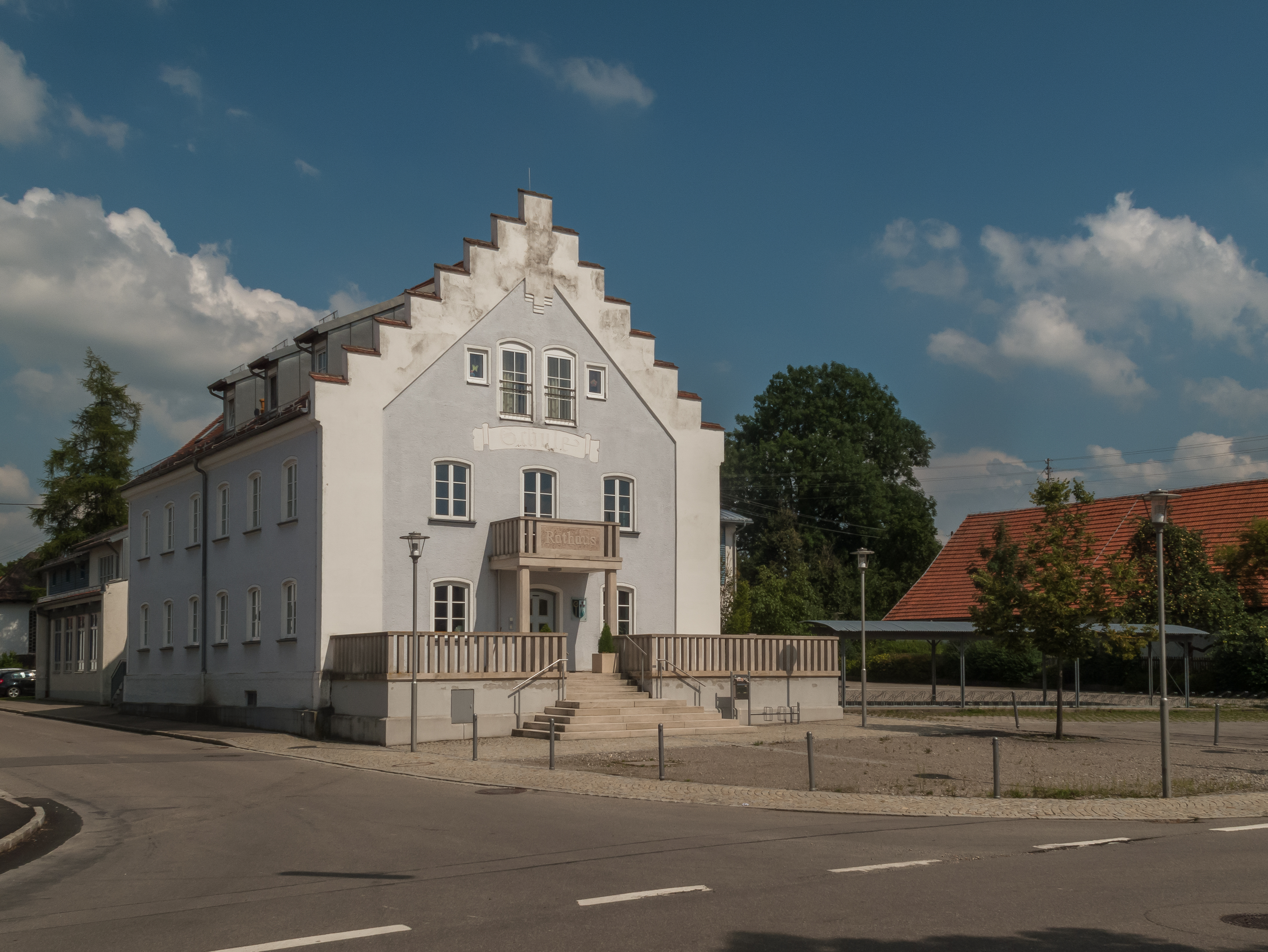
Gemeentehuis

Benningen ligt direct ten oosten van de stad Memmingen.
Tussen Benningen en Memmingen ligt een moerasgebied, het Benninger Ried. Dat werd reeds in 1939 tot natuurreservaat uitgeroepen, mede, omdat het waarschijnlijk de enige plek op aarde is, waar de zeldzame , om zijn fraaie paarse bloemen geliefde  plant is, die in het Duits Riednelke heet. Deze plant, een zogenaamd  ijstijdrelict , is verwant aan het Engels gras,  en heeft de botanische naam Armeria maritima, subspecies purpurea. De plant is ook in het gemeentewapen van Benningen afgebeeld. 
Amberg ·
Apfeltrach ·
Babenhausen ·
Bad Grönenbach ·
Bad Wörishofen ·
Benningen ·
Böhen ·
Boos ·
Breitenbrunn ·
Buxheim ·
Dirlewang ·
Egg a.d.Günz ·
Eppishausen ·
Erkheim ·
Ettringen ·
Fellheim ·
Hawangen ·
Heimertingen ·
Holzgünz ·
Kammlach ·
Kettershausen ·
Kirchhaslach ·
Kirchheim i.Schw. ·
Kronburg ·
Lachen ·
Lauben ·
Lautrach ·
Legau ·
Markt Rettenbach ·
Markt Wald ·
Memmingerberg ·
Mindelheim ·
Niederrieden ·
Oberrieden ·
Oberschönegg ·
Ottobeuren ·
Pfaffenhausen ·
Pleß ·
Rammingen ·
Salgen ·
Sontheim ·
Stetten ·
Trunkelsberg ·
Türkheim ·
Tussenhausen ·
Ungerhausen ·
Unteregg ·
Westerheim ·
Wiedergeltingen ·
Winterrieden ·
Wolfertschwenden ·
Woringen